# Всесвітній фестиваль лялькових театрів
Всесв́ітній фестива́ль ляльќових теа́трів (Festival Mondial des Théâtres de Marionnettes) – фестиваль у місті Шарлевіль-Мезьєр, на північному сході Франції. Заснований  1961 року, продовжує збільшувати свої масштаби протягом своїх сімнадцяти святкувань.
Мета даного курсу – дати учасникам можливість отримати максимальну користь від розуміння елементів лялькового театру та світу театрального мистецтва взагалі, у художніх, економічних і технічних галузях зокрема.

## Проведення
Завдяки Жану-Люку Феліксу – президенту фестивалю, місто  Шарлевіль-Мезьєр стало місцем побачення лялькарів і глядачів у всьому світі.
Протягом десяти днів, все місто живе в ритмі фестивалю. Вулиці, двори та площі – все стало сценою чи несподіваними майданами фестивалю. Всі методи і жанри вітаються: театр тіней, маленькі маріонетки та велетенські ляльки поряд з традиційними. На фестивалі присутні найбільш сучасні форми лялькових театрів. Тут можна побачити широкий спектр аудиторії - жителі мають унікальну можливість побачити велику кількість персонажів в одному місці. До уваги глядачів пропонують близько 150 лялькових вистав, що демонструють 130 театральних колективів із 30-ти країн світу. Святкування супроводжують виставки, вуличні вистави та інші заходи.В рамках фестивалю розроблено велику програму семінарів та майстер-класів для акторів і фахівців театрів маріонеток. 
На останньому святкуванні, у вересні 2013 року, фестиваль у Шарлевіль-Мезьєр, об’єднавши 160 000 осіб, відтепер визнаний світовою столицею лялькового мистецтва.

## План програми фестивалю
Частина 1: Гра в ляльковий театр

Частина 2: Технологія маріонеткового  театру

Частина 3: Розглянемо світ лялькового театру 

Частина 4: Навколо всесвітнього фестивалю лялькового театру 

Частина 5: Інформація про інструменти створення маріонеток

## Історія
Фестиваль проводився кожні три роки починаючи з 1976 року та завдяки великій популярності – раз на два роки з 2009 року, давши можливість відвідувачам фестивалю зустрітися у вересні 2011 року , щоб відсвяткувати своє 50-річчя!.
Останнє святкування фестивалю було проведено з 20 по 29 вересня 2013 року, наступне відбудеться з 18 по 27 вересня 2015 року..
Крім фестивалю, місто має з 1981 року Міжнародний інститут ляльок, що є постійним місцем навчання, створення і дослідження ляльок. 1987 року була створена ESNAM (Національна школа лялькового мистецтва), що приймає студентів з усього світу. Також у Шарлевіль- Мезьєр існує штаб-квартира UNIMA (Міжнародний союз лялькарів) з 1980 року.

## Учасники фестивалю
Асоціація фестивалю нараховує близько 100 членів-учасників.  Членство в асоціації фестивалю коштує 15 євро. Реєстрація для участі у фестивалі розпочнеться на початку 2015 року.
Для обговорення та висловлення думок організаторами фестивалю створено Клуб глядачів. 
Також створений Ляльковий портал мистецтв, що надає  каталог матеріалів та інформації про всі події, що стосуються лялькового театрального мистецтва для широкого загалу.